# René-Jean Hesbert
René-Jean Hesbert (22 janvier 1899 à Sorel-Moussel - † 2 mars 1983 à Saint-Wandrille-Rançon) est un moine bénédictin, musicologue grégorien, surtout spécialiste de manuscrits dans ce domaine.

## Biographie

### Formation
René-Jean Hesbert naquit à Sorel-Moussel le 22 janvier 1899. Il est le fils d'un ingénieur civil et fabricant de papier.
Au regard de son enfance et de sa formation, aucun document public n'est disponible. Il est possible que des matériaux inédits, qui soient conservés au sein des abbayes bénédictines, puissent expliquer pourquoi et comment ce moine avait assez scientifiquement achevé ses travaux distingués.
De nouveau, le CTHS enregistre une précieuse information. Le jeune Hesbert obtint sa licence de mathématique en 1921.

### Abbaye Saint-Pierre de Solesmes

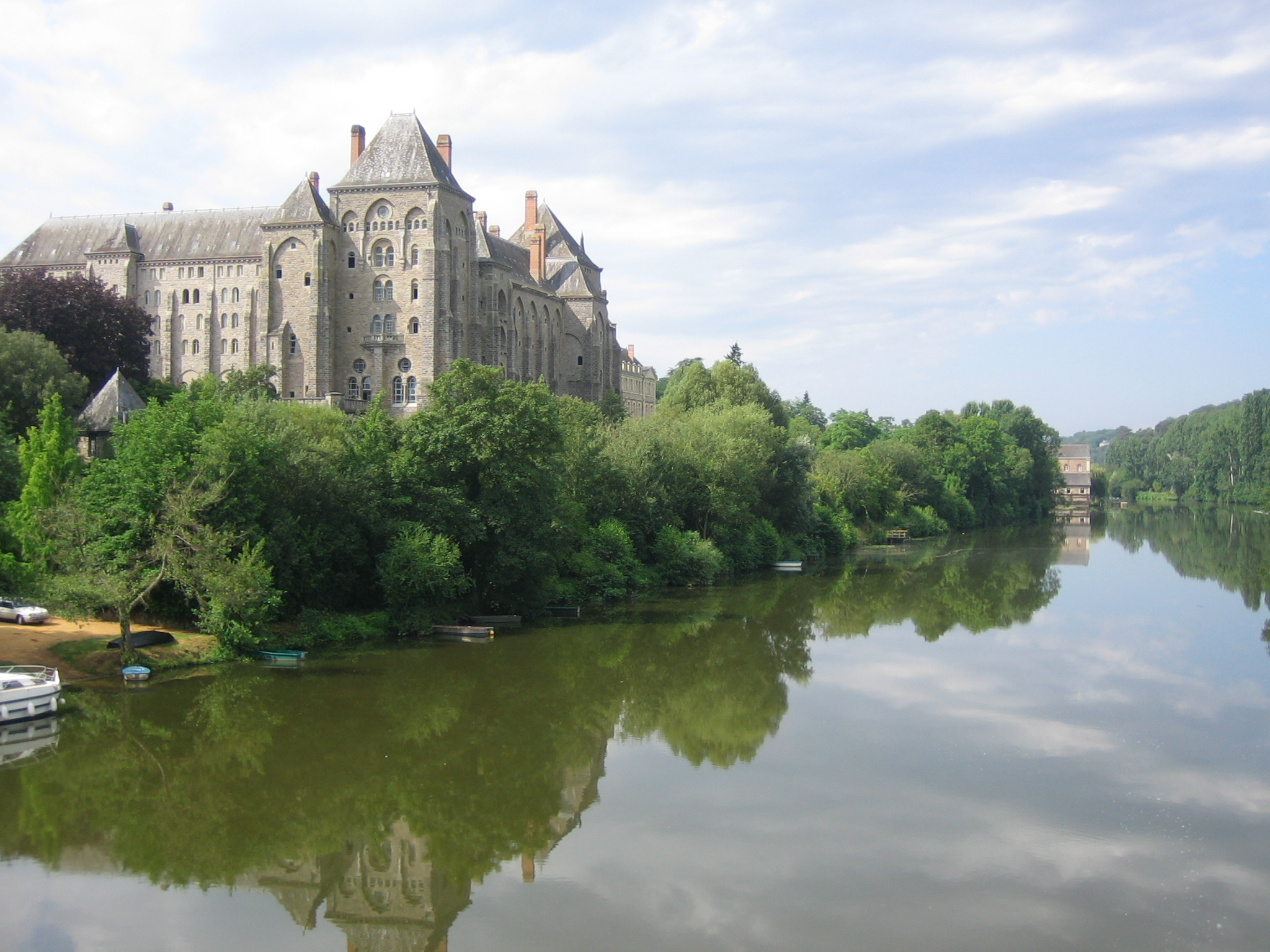
René-Jean Hesbert arriva à l'abbaye Saint-Pierre de Solesmes en 1922.

Toutefois, René-Jean Hesbert sélectionna une vie au sein de l'abbaye Saint-Pierre de Solesmes l'année suivante, en 1922. D'où, il se qualifiait moine de Solesmes, jusqu'à sa mort, même après son déplacement en Normandie,.
S'il est difficile de préciser la date, ce jeune moine fut chargé de soutenir l'atelier de la Paléographie musicale vraisemblablement dans les années 1920.
Il fut ordonné, en 1929, prêtre.
En 1930, le fondateur de la série Paléographie musicale Dom André Mocquereau décéda, avant de sortir le tome XIV. Si Dom Joseph Gajard (1885 - † 1972) était prévu en tant que successeur depuis 1927, il fallait que ce volume soit complété sans délai pour sa publication. Aussi le jeune René-Jean prépara-t-il ses texte et tables, en attendant que Dom Gajard puisse maîtriser ses tâches. Ce tome sorti en 1931 s'illustrait donc de la connaissance de Dom Hesbert comme spécialiste de manuscrits, par exemple, de sa table de principaux manuscrits dans les pages 155 et 156 [lire en ligne]. Par ailleurs, Dom Eugène Cardine, futur fondateur d'une nouvelle science sémiologie grégorienne, collabora avec Dom Hesbert, en faveur de la rédaction de ce volume. Cette collaboration contribua à établir sa science plus tard, grâce à la qualité de méthode transmise de ce spécialiste.
Comme ce tome se consacrait au chant bénéventain, Dom Hesbert put approfondir sa connaissance sur ce chant. Il s'aperçut un phénomène, une hybridation des deux traditions, vieux-bénéventaine et grégorienne, « chant romano-bénéventain », qui contribuerait après son décès à analyser la composition du chant grégorien, une autre hybridation entre le chant gallican et le chant vieux-romain.
Dans les années 1930, il soutenait régulièrement la Revue grégorienne avec plusieurs articles, qui sont cités même dans les études récentes de nos jours.
En 1935, il publia l'Antiphonale missarum sextuplex, son premier ouvrage monumental, auprès d'une édition à Bruxelles, Vromant.
Cet homme de science était également capable de rédiger la vie spirituelle. Ainsi, il publia en 1940 Le problème de transfixion du Christ dans les traditions : biblique, patristique, iconographique, liturgique et musicale chez Desclée. Et il ne renonça jamais ce domaine jusqu'à son décès.
Toutefois, la Deuxième Guerre mondiale empêcha considérablement les études de Dom Hesbert. S'il était déjà le plus grand spécialiste des manuscrits grégoriens à époque, il n'hésita pas à s'en aller de l'abbaye, en qualité d'officier d'artillerie. Mais, en mai 1940, il fut malheureusement captivé et enfermé dans les bâtiments de la Foire commerciale de Lille. Quoiqu'il ait pu retourner à l'abbaye en 1941 ou 1942, la plupart de moines de l'atelier restaient encore prisonniers. L'équipe ne comptait que deux moines, directeur Dom Gajard et son secrétaire Dom Pierre Combe. Ni étude ni publication n'était possible.
En dépit de cette période difficile, Dom Hesbert recommença à se consacrer aux 150 antiphonaires qu'il consultait depuis le tome XIV de la Paléographie, en établissant sa propre méthode de classement critique de manuscrits.

### Abbaye Saint-Wandrille de Fontnelle

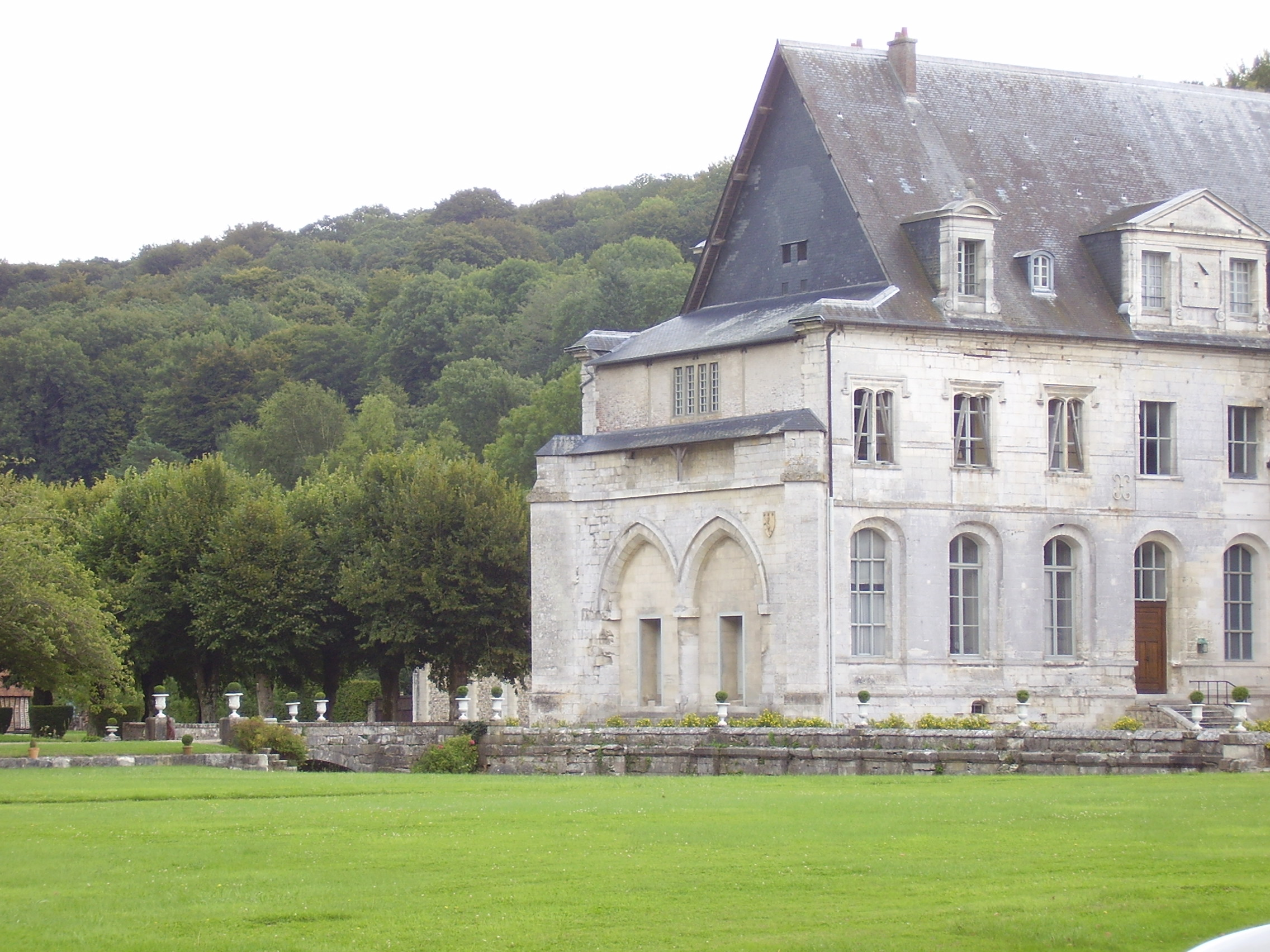
Abbaye Saint-Wandrille.

La guerre terminée, l'un des établissements de la congrégation de Solesmes, abbaye Saint-Wandrille de Fontenelle, passait encore une période difficile, à cause de son dégât considérable. Notamment en 1944, elle subit un grave bombardement. Afin d'y rétablir et de dynamiser effectivement la vie monastique, Dom Hesbert fut envoyé à Saint-Wandrille en août 1947,.
Ce musicologue y fut nommé maître de chœur grâce auquel la communauté profitait de sa connaissance profonde. Il conservait cette fonction jusqu'à son décès.
Même après qu'il avait quitté le monastère de Solesmes, il continua à soutenir l'atelier de la Paléographie avec ses conseils. En effet, également en 1947, Higino Anglès, musicologue espagnol grégorien, devint directeur de l'Institut pontifical de musique sacrée à Rome. Une fois que l'abbé de Solesmes Dom Germain Cozien avait envoyé Dom Hesbert à Saint-Wandrille puis 20 moines à l'abbaye Notre-Dame de Fontgombault, l'abbaye manquait de personnels. L'année suivante 1948, en visitant Solesmes, Mgr Anglès proposa à Dom Cozien son projet, rédaction d'un nouveau graduel du Vatican en édition critique. Il n'y avait pas de choix pour l'abbé Cozien. S'il avait refusé, tous les manuscrits et photos auraient été transférés à Rome et l'atelier aurait disparu. C'est la raison pour laquelle Dom Hesbert devait aider ses anciens collègues. Ses conseils, notamment sa technique de la préparation de groupement des manuscrits, étaient précieux.
En 1950, il assista au Congrès international de musique sacrée à Rome, organisé par Mgr Higino Anglès. Il y présenta ses deux sujets : Groupes neumatiques à signification mélodique ainsi que Les Pièces de chant des séries Pro defunctis dans la tradition manuscrite.

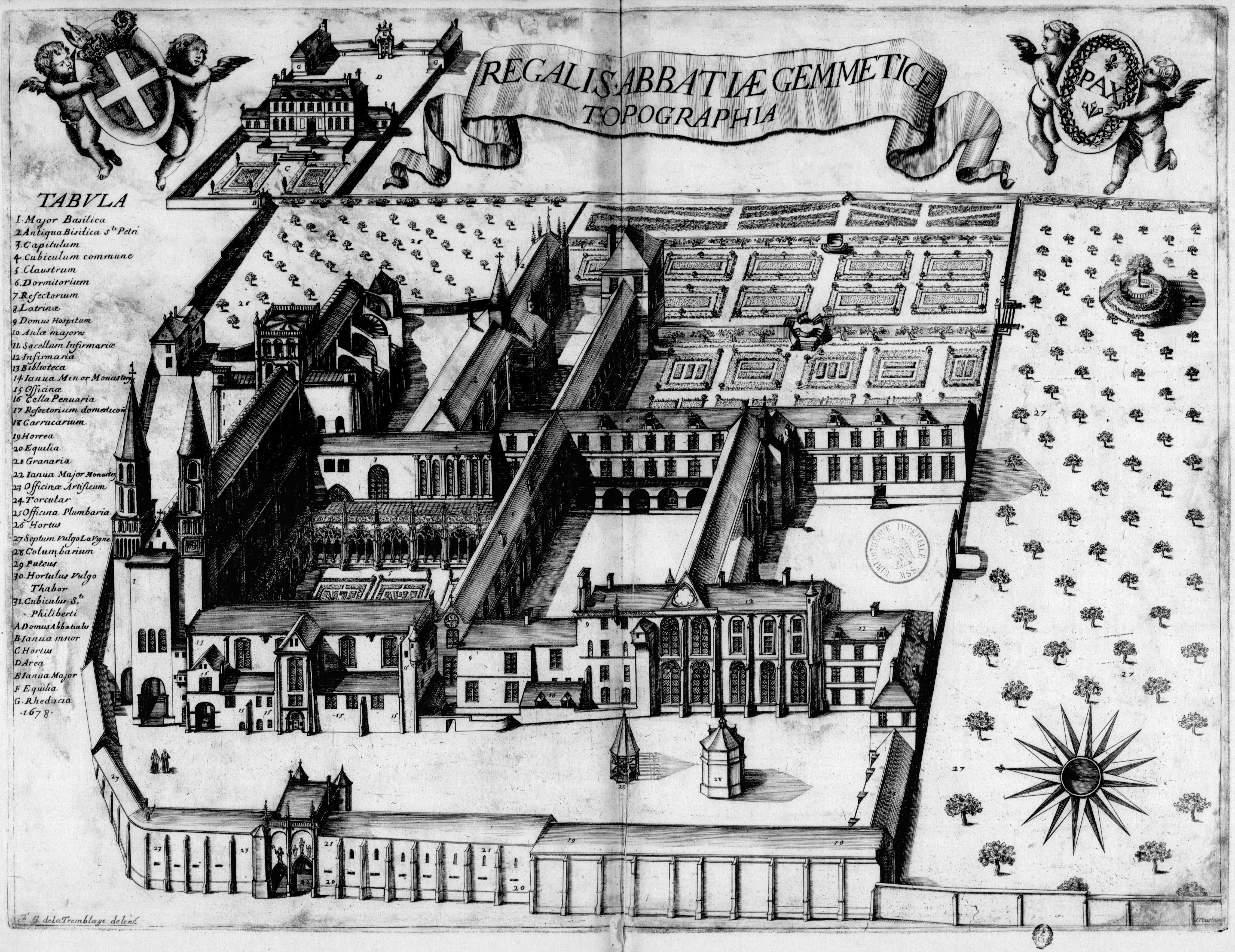
Abbaye de Jumièges, fondée en 654. En juin 1954, Dom Hesbert assista au Congrès scientifique du 13e centenaire de l'abbaye de Jumièges, tenu à Rouen.

Le déplacement de Dom Hesbert lui donna une nouvelle matière riche. En 1954, il sortit les Manuscrits musicaux de Jumièges, liés à Saint-Wandrille et lors du 13e centenaire de la fondation de l'abbaye de Jumièges. En faveur de cet ouvrage, Dom Hesbert avait consulté tous les 400 manuscrits conservés à la Bibliothèque municipale de Rouen. D'ailleurs, celui-ci fut publié en tant que tome II de la collection Monumenta musicæ sacræ, une collaboration avec une édition de qualité à Mâcon, Protat frères. Cette collection se distinguait, tout comme la Paléographie musicale, de ses phototypiques. Avec ce tome, le musicologue présentait en détail la transition de la notation du chant liturgique entre Xe et XIVe siècle dans cette région.
Musicologue réputé, il est probable que le grégorianiste soutenait volontairement plusieurs congrès tel celui de Jumièges. Ainsi, il exprimait en 1955 sa collaboration avec Clovis Brunel († 1971) en faveur du Congrès prévu en 1957 à Saint-Riquier.

« Jumièges qui n'avait pas joué au cours des âges un rôle de premier plan était une matière relativement inexplorée pour tous les éminents spécialistes venus, à l'appel de dom Hesbert, au Congrès du XIIIe centenaire . »

— Vie intellectuelle et vie monastique à Jumièges (actes de congrès)
Puis, l'Académie française lui octroya en 1959 le Prix Saintour, pour son livre Les Conférences ascétiques et Perfection du chef, de Dom Martin et Science et Sainteté, de Dom Mabillon. Il s'agit d'un texte concernant les spirituels bénédictins du Grand Siècle, selon le manuscrit Fr. 17105 auprès de la Bibliothèque nationale de France, accompagné d'une préface et des notes. Son abbaye obtint aisément 20 000 francs grâce à lui.

### Publications de qualité sans arrêt
Le 20 octobre 1962, il fut accueilli, en tant que membre, auprès de l'Académie des sciences, belles-lettres et arts de Rouen,.
Avant son trépas, ce musicologue exceptionnel paracheva, entre 1963 et 1979, une autre publication distinguée, Corpus antiphonalium officii, composée de six volumes. L'édition Herder à Rome sortit ces tomes en tant que série Rerum ecclesiasticarum documenta. Il s'agit de ceux que personne n'avait pu effectuer auparavant. En maîtrisant 800 manuscrits (plus précisément, 633 bréviaires, 150 antiphonaires et 16 ordinaires, soit 799), selon Emmanuel Poulle, « presque monstrueux », Dom Hesbert réussit à publier un immense catalogue des antiennes grégoriennes, trésor de la liturgie monastique médiévale, et parfaitement en manière de l'édition critique. Dorénavant, le CAO devint ouvrage que l'on consultent toujours pour les éditions de chants des offices. Surtout, à la suite de la reforme du concile Vatican II, ses compilateurs bénéficiaient de cette publication, en faveur des textes de nouvelle Liturgia Horarum (Liturgie des Heures). S'il envisageait initialement une édition critique restaurée de l'antiphonaire carolingien, elle ne fut pas achevée. Mais, les tomes V et VI étaient une préparation de matériaux.
En sortant cette publication monumentale, ce musicologue découvrit qu'en dépit d'une immense uniformité du chant grégorien jusqu'à la Renaissance, il existe les deux groupes de manuscrits grégorien, « est et ouest » ou « germanique et latin ».
Par ailleurs, lorsqu'il avait publié l'Antiphonale missarum sextuplex en 1935, quasiment personne ne comprenait correctement la valeur des manuscrits grégoriens sans notation. À la suite de la réimpression chez Herder en 1967, il était étonnant, même pour l'auteur, que cet ouvrage ait très rapidement été épuisé. Comme, de nos jours, l'importance du texte authentique devint certainement indiscutable en raison de la composition grégorienne selon le texte, on a toujours besoin des œuvres de Dom Hesbert, en faveur des études, des éditions et le reste.
Même après son dernier ouvrage monumental, ce moine ne cessa jamais d'étudier et de sortir des livres.
Dom René-Jean Hesbert décéda à Saint-Wandrille le 2 mars 1983,.

## Œuvres

### Chant grégorien
- 1935 : Antiphonale missarum sextuplex, Vromant, Bruxelles (réimpression en 1967, chez Herder, Rome) [lire en ligne]

Il s'agit des manuscrits les plus anciens du chant grégorien sans notation. De nos jours, cette œuvre est indispensable afin de vérifier l'authenticité d'un chant grégorien.
- 1963 - 1979 : Corpus antiphonalium officii dans la série Rerum ecclesiasticarum documenta no 7 - 12, Herder, Rome[19]

1. tome I, Manuscripti cursus romanus, 448 p., 1963
2. tome II, Manuscripti cursus monasticus, 828 p., 1965
3. tome III, Invitatoria et antiphonæ, 552 p., 1968
4. tome IV, Responsoria, versus, hymni et varia, 528 p., 1970
5. tome V, Fontes earumque prima ordinatio, 528 p., 1975
6. tome VI, Secunda et tertia ordinationes, 418 p., 1979

Édition critique d'un véritable catalogue de manuscrits médiévaux de l'antiphonaire grégorien, soit 800 manuscrits.
On emploie normalement les abréviations AMS et CAO dans les publications.

### Paléographie musicale
- Paléographie musicale, tome XIV, Le Codex 10673 de la Bibliothèque Vaticane, fonds latin, Graduel bénébentain (XIe siècle), Desclée et Cie., Tournai 1931 [lire en ligne]
(texte et tables par Dom Hesbert, à la suite du décès de Dom André Mocquereau en 1930)[6]
réimpression disponible, Abbaye Saint-Pierre  (ISBN 978-2-85274-163-8) 455 p.

### CollectionMonumenta musicæ sacræ
- 1952 (I) : Le prosaire de la Sainte-Chapelle, manuscrit du chapitre de Saint-Nicolas de Bari, Protat frères, Macôn, 112 pages et 152 planches
- 1954 (II) : Les manuscrits musicaux de Jumièges, Protat frères, Mâcon, 104 pages et 100 panches
- 1961 (III) : Le prosaire d'Aix-la-Chapelle, manuscrit du chapitre d'Aix-la-Chapelle (XIIIe siècle, début), Imprimerie Rouennaise, Rouen, 107 pages et 99 planches
- 1970 (IV) : Le tropaire-prosaire de Dublin, manuscrit add. 710 de l'université de Cambridge, ouvrage publié avec le concours du Centre national de la recherche scientifique, Imprimerie Rouennaise, Rouen, 124 pages [lire en ligne (partiellement)]
- 1981 (V) : Le graduel de Saint-Denis, manuscrit 384 de la Bibliothèque Mazarine de Paris (XIe siècle), Nouvelles Éditions Latines, Paris, 33 pages et 291 planches

« Avec l'édition de ce graduel, reproduit — au moins pour la justification — dans le format de l'original, dom Hesbert léguait en quelque sorte son testament, qu'il dédiait à la mémoire de Suger, constructeur de Saint-Denis. »

— Marie-Noël Colette (1985)

### D'autres livres
- 1940 : Le problème de la transfixion du Christ dans les traditions : biblique, patristique, iconographique, liturgique et musicale, Desclée, Tournai 211 p[7].
- 1952 : avec Émile Bertaud, Assomption de Notre-Dame, Plon, Paris, 429 p[10].
- 1956 : Les Conférences ascétiques et Perfection de chef, du Dom Martin et Science et Sainteté, de Dom Jean Mabillon, 2 tomes, Alsatia, Paris [lire en ligne (partiellement)][10]
- 1960 : Monsieur Vincent, maître de vie spirituelle, par Dom René-Jean Hesbert, d'après ses Conférences, Alsatia, Paris, 205 p[10],[20].
- 1980 : Bossuet, écho de Tertullien, Nouvelles Éditions Latines, Paris, 186 p[10].
- 1981 : Çà et là, dans les œuvres de Louis Veuillot, Nouvelles Éditions Latines, Paris  (ISBN 2-7233-0151-6) 199 p.[10],[21] [lire en ligne (partiellement)]

## Distinction
- 1959 : Académie française, Prix Saintour pour Les Conférences ascétiques et Perfection du chef, de Dom Martin et Science et Sainteté, de Dom Jean Mabillon[22]

### Notices
- Bibliothèque nationale de France : René-Jean Hesbert (1899 - 1983) [lire en ligne]
- Notices d'autorité :   - VIAF
  - ISNI
  - BnF (données)
  - IdRef
  - LCCN
  - GND
  - Belgique
  - Pays-Bas
  - Israël
  - NUKAT
  - Vatican
  - Australie
  - WorldCat

### Liste de publications en ligne
- Institut de recherche et d'histoire des textes : Auteur René-Jean Hesbert [lire en ligne]

### Dans le site de laPersée

#### Antiphonale missarum sextuplex
- Michel Andrieu : Hesbert (Dom René-Jean, moine de Solesmes), Antiphonale Missarum Sextuplex. Paris-Bruxelles, Vromant, 1935. CXXVI et 255 p.
(Revue des Sciences Religieuses, 1936, no 16-4, p. 545 - 547) [lire en ligne]

#### Monumenta musicæ sacræ
- Michel Andrieu : Monumenta Musicæ Sacræ. Collection de Manuscrits et d'Études publiées sous la direction de Dom Hesbert : I. Le prosaire de la Sainte-Chapelle, Mâcon, Protat frères, 1952 ; II. Les Manuscrits musicaux de Jumièges, Mâcon, Protat frères, 1954
(Revue des Sciences Religieuses, 1955, no 29-2, p. 168 - 170) [lire en ligne]
- Marguerite-Marie Dubois : Les manuscrits musicaux de Jumièges, Collection Monumenta Musicæ Sacræ n° II
(Revue d'histoire de l'Église de France, 1955, tome 41, no 136, p. 127-128) [lire en ligne]
- Jeanne Vielliard : Dom Hesbert, Les manuscrits musicaux de Jumièges (Monumenta musicæ sacræ, II), Mâcon, Protat, 1954
 (Bibliothèque de l'École des chartes, 1955, no 113, p. 291-292 - 292) [lire en ligne]
- Jeanne Vielliard : Le prosaire d'Aix-la-Chapelle, manuscrit 13 du chapitre d'Aix-la-Chapelle (XIIIe siècle, début). Rouen, 1961
(Bibliothèque de l'École des chartes, 1961, no 119, p. 271) [lire en ligne]
- Marie-Noël Colette : Dom René-Jean Hesbert, O. S. B., Le graduel de Saint-Denis, manuscrit 384 de la Bibliothèque Mazarine de Paris (XIe siècle), Paris, Nouvelles Éditions Latines, 1981
(Cahiers de civilisation médiévale, 1985, no 28-109, p. 75-76 ) [lire en ligne]

#### Corpus antiphonalium officii
- Emmanuel Poulle : Vol. V, Fontes earumque prima ordinatio, Rome, Herder, 1975, 528 p.
(Bibliothèque de l'École des chartes, 1978, no 136-1, p. 95 - 98) [lire en ligne]